# تولو (اورگن)
تولو (به انگلیسی: Tolo) یک منطقهٔ مسکونی در ایالات متحده آمریکا است که در شهرستان جکسون، اورگن واقع شده‌است. تولو ۳۵۶٫۹۳ متر بالاتر از سطح دریا واقع شده‌است.